# Kerri Pottharst
Kerri-Ann Pottharst (ur. 25 czerwca 1965 w Adelaide) – australijska siatkarka plażowa, dwukrotna medalistka olimpijska.
Karierę zaczynała od siatkówki halowej, przez wiele lat grając w reprezentacji i pełniąc funkcję jej kapitana. Jeden sezon spędziła w lidze włoskiej. W 1996 w Atlancie została brązową medalistką olimpijską w parze z Natalie Cook. Był to debiut tej dyscypliny na igrzyskach olimpijskich. Cztery lata później stanęły na najwyższym stopniu podium. Brała udział w IO 04. W 2007 została przyjęta do Volleyball Hall of Fame.
Została odznaczona Orderem Australii.

## Odznaczenia
- Order of Australia (2000)